# Carlos Lisabeth
Carlos Lisabeth (Deinze, 2 januari 1949) is een Belgisch voormalig politicus voor de SP.

## Levensloop
Lisabeth promoveerde tot licentiaat in de economische wetenschappen en werd ambtenaar.
Voor de SP was hij van 1983 tot 1999 gemeenteraadslid van Deinze. Voor de partij werd hij op 27 april 1989 bovendien lid van de Kamer van volksvertegenwoordigers voor het arrondissement Gent-Eeklo, als opvolger van de ontslagnemende Gilbert Temmerman. Bij de verkiezingen van 1991 werd hij herkozen als volksvertegenwoordigers en hij bleef in de Kamer zetelen tot in 1995. Hij was in de Kamer lid van de commissies voor de Financiën en voor de Herziening van de Grondwet, voor de Institutionele Hervormingen en voor de Regeling van Conflicten.
In de periode mei 1989 tot mei 1995 had hij als gevolg van het toen bestaande dubbelmandaat ook zitting in de Vlaamse Raad. Bij de eerste rechtstreekse verkiezingen voor het Vlaams Parlement van 21 mei 1995 werd hij verkozen in de kieskring Gent-Eeklo. Hij bleef Vlaams Parlementslid tot juni 1999.